# IIias Addab
 (janvier 2019).
Si vous disposez d'ouvrages ou d'articles de référence ou si vous connaissez des sites web de qualité traitant du thème abordé ici, merci de compléter l'article en donnant les références utiles à sa vérifiabilité et en les liant à la section « Notes et références ».
IIias Addab, né le 18 août 1989 à Amsterdam, est un acteur néerlandais.

## Biographie
Ilias Addab naît à Amsterdam de parents marocains originaires du Rif.

## Filmographie

### Cinéma et téléfilms
- 2006 : Don (en) de Arend Steenbergen[2]
- 2007 : Kicks (nl) : Karim
- 2008 : Dunya and Desi (nl) de Dana Nechushtan : Samir[3]
- 2008 : Flikken Maastricht : Achmed Zarkwiri
- 2009 : Amsterdam : Abdul Rashid
- 2011 : Van God Los (nl) : Youssef
- 2011 : Hart tegen Hard (nl) : Hichem
- 2012 : Snackbar (nl) de Meral Uslu[4]
- 2012 : Doodslag (nl) : Mo
- 2013 : Danni Lowinski (nl) : Karim
- 2016 : Layla M. de Mijke de Jong : Abdel[5]
- 2017 : De Terugkeer van de Wespendief de Stanley Kolk : Le socialiste[6]
- 2017 : ELIAS : Kemal
- 2017 : Flikken Rotterdam (nl) : Bashir Marghazi
- 2017 : Force (nl) : Malek Yakoubi
- 2018 : All You Need Is Love (nl) : Hicham
- 2018 : Domino : Yusuf Hares
- 2018 : Time Will Tell : Dave